# Sumsar
Sumsar (russisch und kirgisisch Сумсар) ist ein Dorf im Oblus Dschalal-Abad (Kirgisistan) mit 2.802 Einwohnern (Stand 2021). Das Dorf war bis 2012 als Siedlung städtischen Typs klassifiziert.

## Geografie
Sumsar liegt am Fuße des Tschatkalgebirges am Ufer des Flusses Sumsar.
In der Gegend herrscht gemäßigtes Klima. Die durchschnittliche Jahrestemperatur in der Region beträgt 16 °C. Der wärmste Monat ist der Juli mit einer Durchschnittstemperatur von 31 °C, der kälteste der Januar mit −2 °C. Die durchschnittliche jährliche Niederschlagsmenge beträgt 440 Millimeter. Der feuchteste Monat ist der April mit durchschnittlich 73 mm Niederschlag, der trockenste der September mit 9 mm Niederschlag.

## Geschichte
Das Dorf wurde im Jahre 1935 gegründet. 1952 erhielt das Dorf den Status einer Siedlung städtischen Typs. 2012 wurde Sumsar wieder zu einem Dorf degradiert und gleichzeitig Verwaltungssitz der neugebildeten Landgemeinde Sumsar, zu der neben Sumsar auch die Orte Montschok-Döbö und Schekaftar gehören.

### Bevölkerungsentwicklung
| Einwohner | Jahr |
| --------- | ---- |
| 4842      | 1959 |
| 5990      | 1970 |
| 5559      | 1979 |
| 6246      | 1989 |
| 5368      | 1999 |
| 5967      | 2009 |
| 2802      | 2021 |